# 威尼斯独立运动

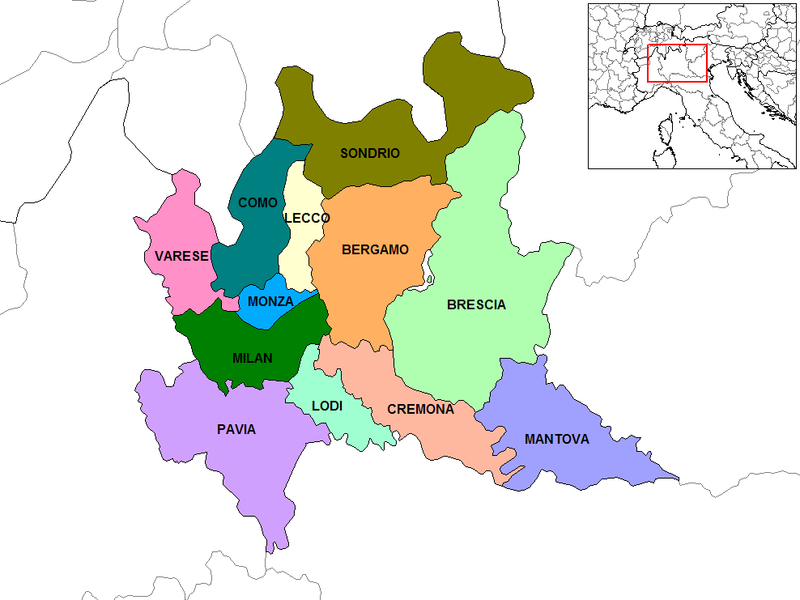
倫巴第東南四省

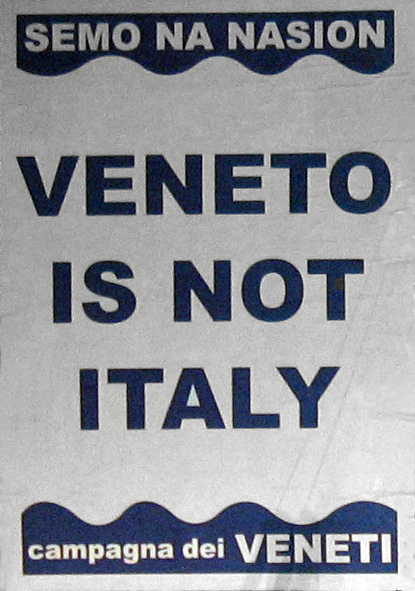
2009年競選標語

威尼斯独立运动（英語：Venetians Movement）是威尼斯民族因分离主义而不分左派或右派一致主张通过民主程序和非暴力手段实现威尼斯独立的政治运动。2006年11月26日，在帕多瓦，威尼斯独立运动的名称建立，英文称Venetians Movement for the Independence of Venetia 。威尼斯独立运动要求建立一个威尼斯共和国，包括威尼托、伦巴第東南四省（布雷西亚省、贝加莫省、克雷莫纳省、曼托瓦省）以及部分的特伦托自治省。
2014年，威尼斯所在地威尼托區的居民因不滿上繳稅金高於中央投資與服務，在一場非正式公投中以壓倒性票數支持該區脫離義大利獨立、建立自治的「威尼托共和國」（Republic of Veneto），盼能藉由建國重拾昔日威尼斯共和國的榮耀。

## 背景
義大利北部地區相對富裕，威尼斯市是威尼托區的首府。直到拿破崙在1797年佔領威尼斯前，威尼斯曾以一個主權獨立的「威尼斯共和國」存在1100餘年，自古即以外貿經商致富而聞名。在現代義大利於19世紀形成前，威尼斯曾以強勁的商業表現統領亞德里海地區，並透過貿易連結東歐、西歐、拜占庭帝國與伊斯蘭地區。
威尼斯曾受到奧地利與義大利的掌控，1866年，威尼托的一次公投作弊，使得威尼斯及其周边地区被義大利吞并。
威尼托區面積約18400平方公里，人口近500萬，是義國最富裕、工業化程度最高的地區，每年上繳中央的稅金約710億歐元，但羅馬政府對該區的撥款投資與服務卻只有210億歐元，而且政治腐敗，肅貪不力。
義大利北部伊蘇布利亞大學歐洲史教授貝爾納迪尼表示「我們現在正在經歷一個小國興起、並能在全球社會中彼此互動的境況。」而威尼斯人已經了解到：我們是一個值得擁有自治權的國家。

## 發展
2012年，由于意大利的经济危机，威尼斯人更加强烈要求从意大利独立出去；而民意调查显示：80％的威尼斯人赞成威尼斯独立。
歐洲主權債務危機後該區稅務負擔愈來愈重，民眾不滿羅馬政府貪腐無能，也對「被課重稅只為替黑手黨犯罪猖獗及負債累累的義大利南部窮親戚擦屁股」忍無可忍。受到蘇格蘭獨立運動和加泰隆尼亞獨立運動等例的鼓舞，越來越多威尼斯人認為不該再被南部地區給拖累。政黨「北方聯盟」的地方領袖卡聶說：「我們厭倦支撐南方，他們只會浪費金錢，我們不再睜一隻眼閉一隻眼，否則全將衰敗。」發起公民投票的獨派人士表示，若民意顯示大多數人支持獨立，威尼托將發表「威尼托主權宣言」，並停止上繳稅金給羅馬中央政府。
2014年3月15-21日，由威尼托獨立黨（Indipendenza Veneta）所主辦為期一周的非正式獨立公投，讓380萬合格選民可透過郵寄與電話方式投票。投票率高達63.2%，236萬威尼托區居民參加此次投票，共有210萬名選民贊成獨立，25萬人反對。89.1％的民眾（佔合格選民之56.6%）贊成脫離義大利獨立，建立一個新共和國。結果雖不具法律約束力，但其目標在於凝聚各界支持以催生舉辦正式公投的法案。
2014年蘇格蘭獨立公投後，北方聯盟主張富裕的波河流域3大區，皮埃蒙特(Piemonte)、倫巴第(Lombardy) 和威尼托(Veneto)，應獨立為「波河共和國」。出身北方聯盟的威尼托大區區長柴亞(Luca Zaia)表示，「禁忌已經打破。」不管憲法和羅馬是否允許，都準備進行公投，爭取獨立或成為自治區。支持獨立公投的歐洲議會議員賽納喬托(Remo Sernagiotto)說：「這攸關自由，公民有選擇的權利，也許最後像蘇格蘭人一樣拒絕獨立，但（我們）必須有投票的權利。」